# Castelo de Bran

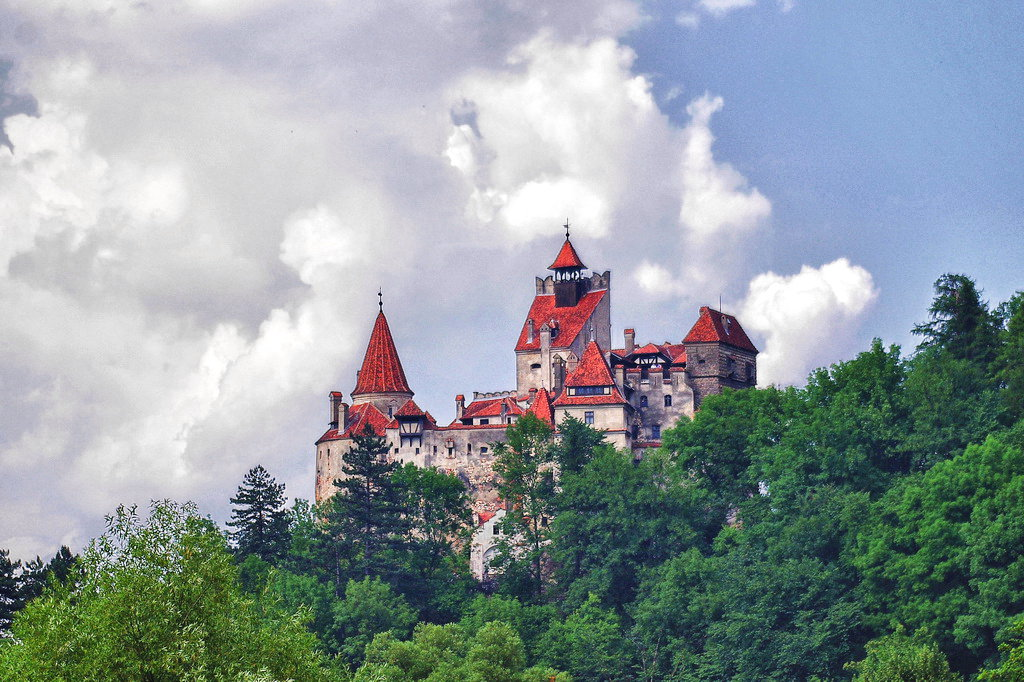
Castelo de Bran, Roménia: vista panorâmica.

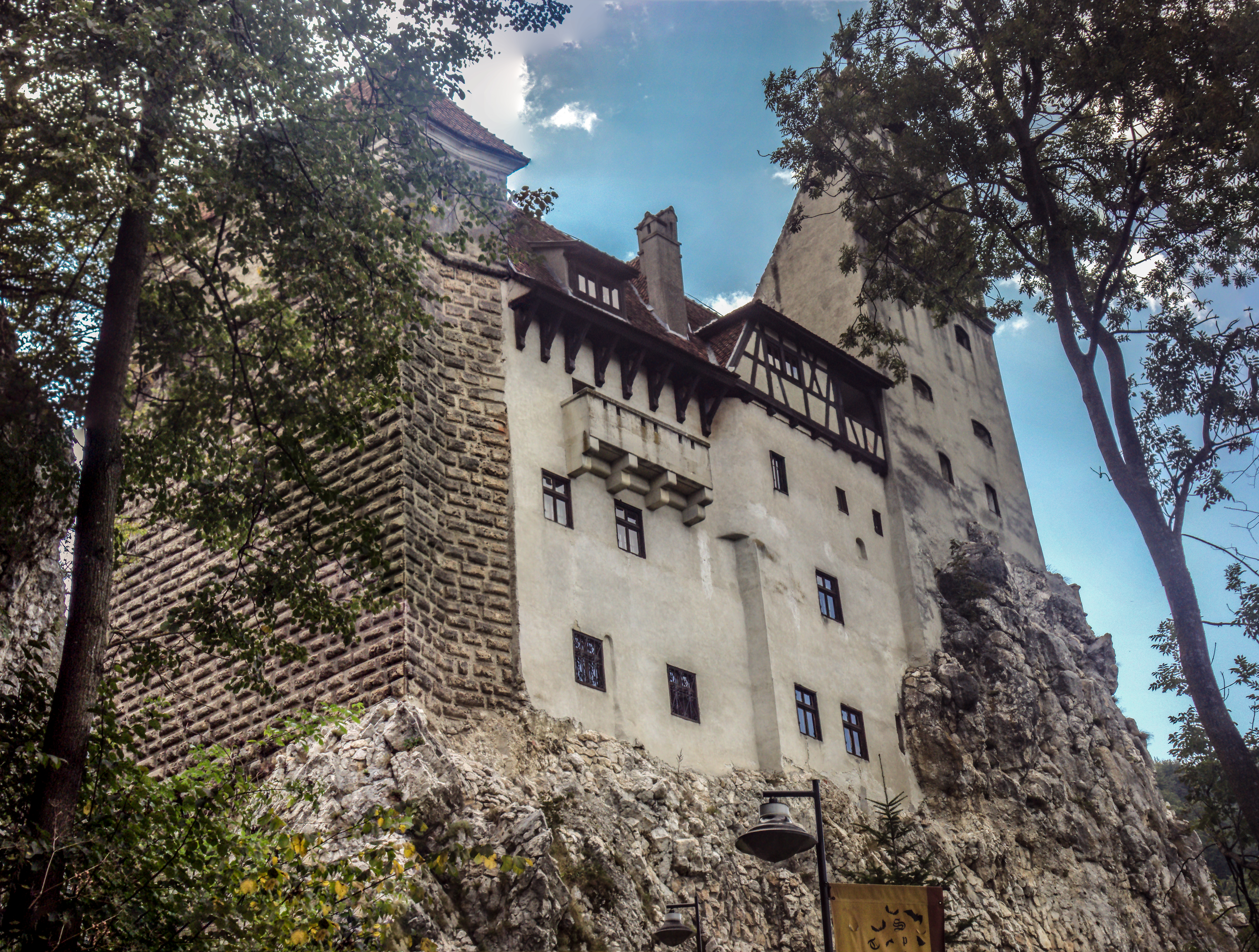

O Castelo de Bran, localizado próximo de Bran, (na vizinhança da cidade de Brașov, no condado com o mesmo nome), é um monumento nacional e marco histórico da Roménia. A fortaleza situa-se na fronteira entre a Transilvânia e a Valáquia, pela estrada 73, erigido na floresta no sopé dos montes Cárpatos. Conhecido habitualmente como o "Castelo do Drácula", é promovido como a residência do personagem que dá título ao romance de Bram Stoker, obra que conduziu à persistência do mito de que este castelo terá servido, em tempos, de residência ao Príncipe Vlad Tepes, governador da Valáquia.
Atualmente, o castelo alberga um museu aberto ao público, exibindo peças de arte e mobiliário colecionados pela Rainha Maria. Os turistas podem ver o interior em visitas livres ou guiadas. Ao fundo da colina situa-se um pequeno parque museu ao ar livre, o qual exibe estruturas camponesas tradicionais da Roménia, como cabanas e celeiros, representando todo o país.

## História

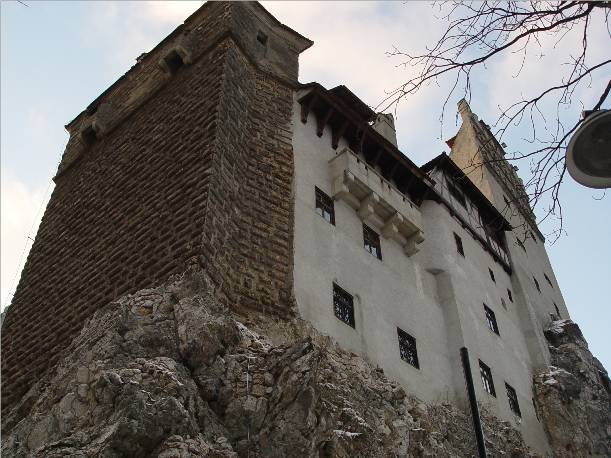
Castelo de Bran, Roménia: vista dos muros.

No ano de 1212, os cavaleiros da Ordem Teutônica construíram o castelo com madeira de Dietrichstein como uma posição fortificada na região de Ţara Bârsei, à entrada do vale pelo qual os mercadores haviam viajado por mais de um milénio, embora este edifício tenha sido destruído, em 1242, durante a Invasão Mongol da Europa. 
O primeiro documento que menciona o Castelo de Bran é um acto emitido por Luís I da Hungria, datado de 19 de novembro de 1377, pelo qual o rei concedia aos saxões de Kronstadt (Braşov) o privilégio de construírem uma cidadela de pedra; a instalação de Bran começou a desenvolver-se na vizinhança. O castelo começou por ser usado na defesa contra o Império Otomano em 1378, e mais tarde tornou-se um posto aduaneiro no passo de montanha entre a Transilvânia e a Valáquia. O castelo pertenceu, por um curto período, a Mircea I da Valáquia. 
O príncipe Vlad Tepes, denominado "Vlad, o Empalador", que serviu como inspiração histórica para o Conde Drácula, o personagem principal do romance Drácula, do escritor irlandês Bram Stoker, que utilizou em várias ocasiões este castelo com fins militares durante o seu reinado, no século XV. Acredita-se que Vlad Ţepeş tenha passado dias fechado nas masmorras enquanto os otomanos controlavam a Transilvânia. A associação a este governante, aliada às suas torres pontiagudas e à sua localização remota, tem rendido fama ao castelo, uma vez que o local constitui um cenário perfeito para um filme de terror.

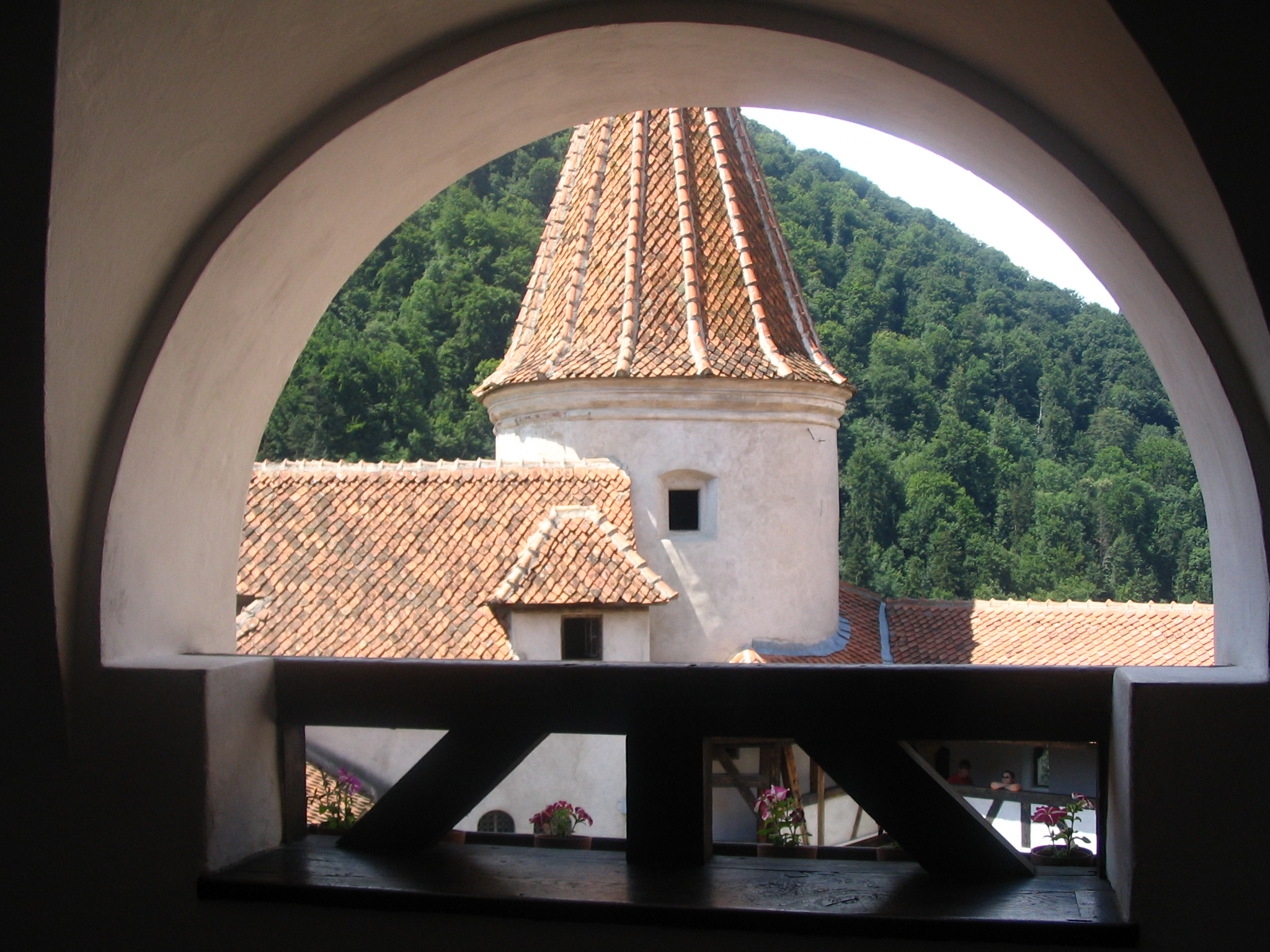
Castelo de Bran, Roménia: vista interior do palácio.

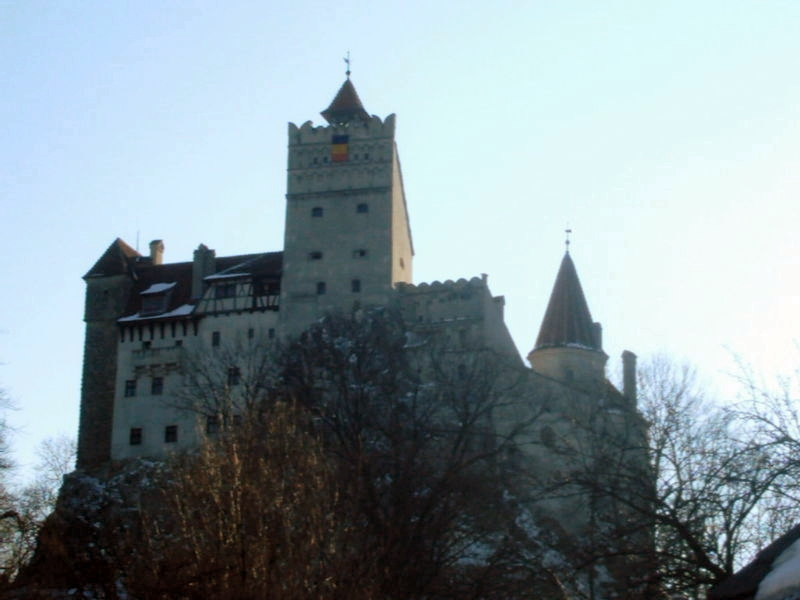
Castelo de Bran, Roménia: vista geral.

A partir de 1920, o castelo tornou-se uma residência real do Reino da Roménia. Foi a residência principal da Rainha Maria da Roménia, sendo amplamente decorado com artefactos da sua época, incluindo mobiliário tradicional e tapeçarias que ela coleccionou para destacar o artesanato e as habilidades romenas. À sua morte, ocorrida em 1938, o castelo foi herdado pela sua filha, a Princesa Helena da Roménia. Em 1948, já depois do final da Segunda Guerra Mundial e da expulsão da família real da Casa de Hohenzollern-Sigmaringen, o castelo foi ocupado e nacionalizado pelo regime comunista, tendo sido transformado em museu.

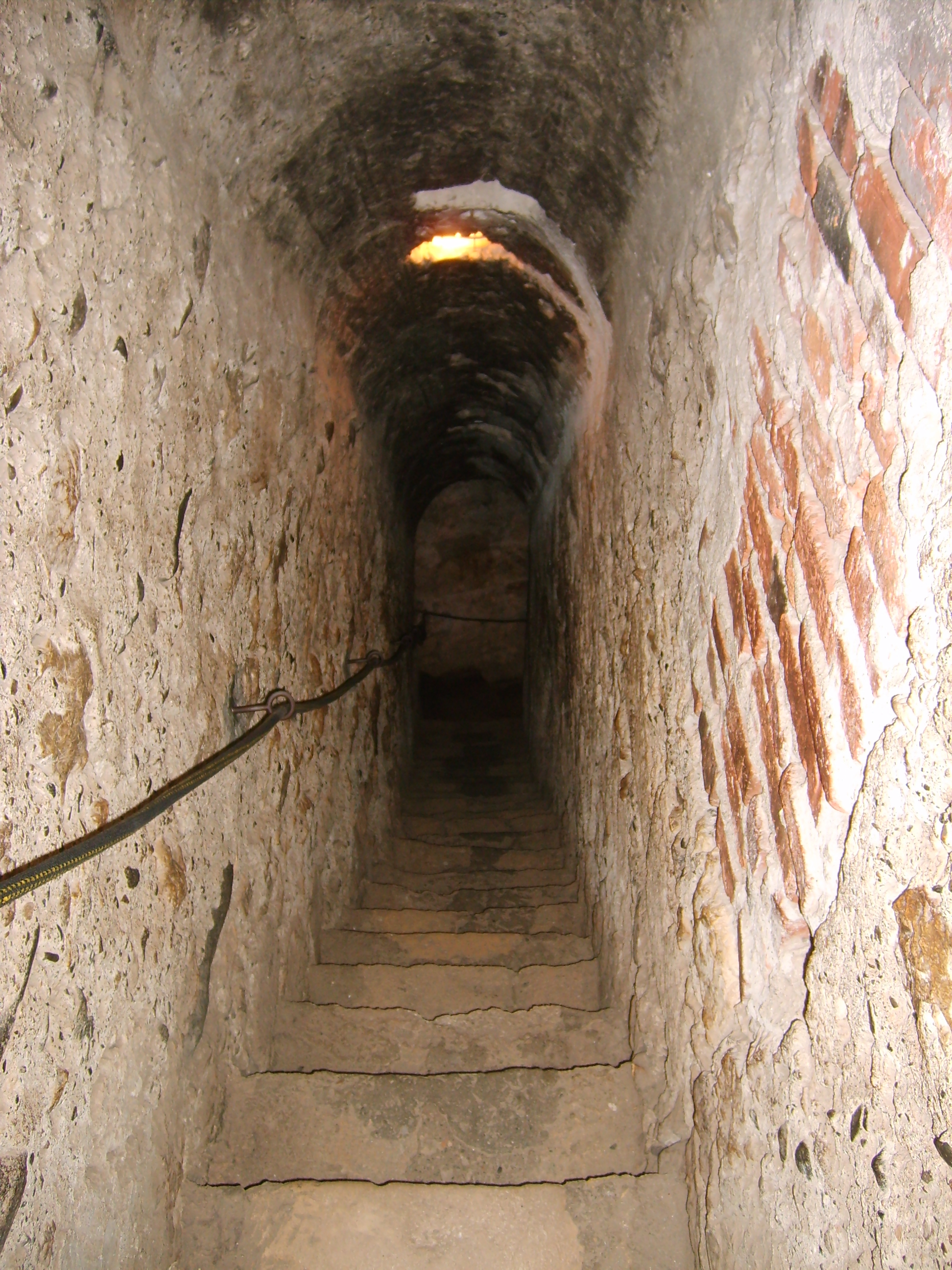
Castelo de Bran, Roménia: passagem secreta ligando o primeiro andar ao terceiro.

Em 2005, o governo romeno fez passar uma lei especial que permitia a restituição dos bens ocupados pelo governo comunista em 1948, como o Castelo de Bran, aos seus legítimos proprietários. No dia 26 de maio de 2006, a Roménia, agora um estado membro da União Europeia, devolveu a posse do castelo ao Arquiduque Dominic da Áustria, Príncipe da Toscânia, conhecido como Domênico da Áustria, um arquitecto a residir no Estado de Nova Iorque, filho e herdeiro da Princesa Helena. Conforme um acordo com o Ministério da Cultura romeno, o Castelo de Bran, o segundo edifício mais visitado pelos turistas do país, logo a seguir ao Castelo de Peles, deverá conservar as funções de museu até 2009.
Em 2007, Domênico da Áustria colocou o castelo à venda (avaliado pela revista norte-americana Forbes em cento e quarenta milhões de dólares, que o considera como o segundo imóvel mais caro do mundo à venda no mercado), pelo preço de 40 milhões de libras (78 milhões de dólares). No dia 2 de julho de 2007, Michael Gardner, Presidente e Chefe Executivo da Baytree Capital, a firma de investimento nova-iorquina escolhida para criar um plano para o castelo e vendê-lo, previu que poderia vendê-lo por mais de 135 milhões de dólares, mas acrescentou que Domênico só o venderia a um comprador "que trate a propriedade e a sua história com o respeito apropriado".
Em Setembro de 2007, um comité de investigação do Parlamento da Roménia declarou que a devolução do castelo a Domênico era ilegal, uma vez que violava o direito romeno de propriedade e sucessão. No entanto, em outubro do mesmo ano, o Tribunal Constitucional da Roménia rejeitou a petição parlamentar na matéria. Adicionalmente, uma comissão de investigação do governo romeno emitiu uma decisão, em Dezembro, reafirmando a validade e legalidade dos procedimentos de restituição, confirmando que a devolução era feita em total conformidade com a lei.
Em 2009, passou a ser propriedade dos herdeiros da casa real do país, Domênico, Maria Madalena e Isabel.
Em 2014, o castelo-fortaleza está à venda por 58 milhões de euros.